# Beverley (cinéma)
Pour les articles homonymes, voir Beverley.
Le Beverley est un cinéma pornographique parisien, actif jusqu'au 23 février 2019. Quand il ferme ses portes à cette date, il s'agit de l'une des dernières salles de cinéma pornographique de Paris.

## Histoire
Il est dirigé par Maurice Laroche depuis 1983, qui l'a racheté en 1993. Le cinéma ouvre en 1970, à la suite du Bikini. Il est situé au 14 rue de la Ville-Neuve, dans le 2e arrondissement.
Les projections alternent, une semaine sur deux, 35 mm et vidéo. Il propose aussi des animations régulières comme des lectures de poésie érotique.
Sa fermeture est initialement annoncée pour 2018, Maurice Laroche n'ayant pas trouvé de repreneur
.
Finalement, sa fermeture a lieu le 23 février 2019
,
et le lendemain de la dernière séance, « les clients et amateurs pourront acheter 30 euros pièce, les 90 fauteuils en skaï rouge »
.
Quelques jours plus tôt, les éditions de l'Harmattan publient un livre qui retrace l'histoire de cette salle, illustré de documents d'archives et de 110 photos couleur.

### Carte
Depuis la fermeture du Beverley et du Ciné Nord, au 29 rue de Dunkerque, le dernier cinéma pornographique de la capitale est l'Atlas, au 20 boulevard de Clichy.
| Beverley Ciné Nord Atlas |